# Maybe (N.E.R.D)
Maybe è un brano musicale del gruppo musicale statunitense N.E.R.D, estratto come secondo singolo dall'album Fly or Die.
Il video musicale prodotto per Maybe è stato diretto dal regista Paul Hunter.

## Tracce
CD Single 1
1. Maybe - Radio Edit
2. She Wants to Move - Native Tongue Remix

CD Single 2
1. Maybe - Radio Edit
2. She Wants to Move - Native Tongue Remix, Feat. Mos Def, De La Soul And Q-Tip
3. She Wants to Move - Basement Jaxx Remix
4. Maybe - Live
5. Maybe - Video

CD MAxi
1. Maybe (Sander Kleinenberg Everybody Remix)
2. Maybe (Sander Kleinenberg Dub)
3. Maybe (Sander Kleinenberg Radio)
4. Maybe (Sa-Ra Remix Main)
5. Maybe (Sa-Ra Remix Instrumental)
6. Maybe (Serban Mix Radio Guitar Up)

## Classifiche
| Classifica        | Posizione più alta |
| ----------------- | ------------------ |
| Paesi Bassi       | 37                 |
| Belgio (Fiandre)  | 8                  |
| Belgio (Vallonia) | 10                 |
| Australia         | 48                 |